# Крістоф Рансмайр
Крістоф Рансмайр (нім. Christoph Ransmayr, *20 березня 1954, Вельс) — австрійський письменник.

## Життя і творчість
Крістоф Рансмайр народився 20 березня 1954 р. у Велсі (Верхня Австрія), що біля озера Траун, в сім'ї сільського вчителя. У дитинстві хлопець любив спостерігати за красою стрімких скель та насолоджуватися тишею. «Мої гори завжди зі мною, їх ви знайдете і в «Останньому світі», — зазначав пізніше письменник. До школи Крістоф ходив у Ройтгамі та Ґмундені, а в містечку Ламбах закінчив Бенедиктинську гімназію. Протягом шести років (1972—1978) він вивчав філософію та ентомологію у Віденському університеті. Особливо його цікавила філософсько-естетична теорія трансцендентального мислення, яка позначилася на подальшому літературному стилі письменника: «Мистецтво — це відбиток того, що недосяжне смерті, туга за чимось зовсім іншим». В університетські роки Рансмайр розпочав роботу над дисертацією про політичні утопії та співвідношення індивідуальної свободи і суспільної. Але, захопившись письменницькою діяльністю, наукової роботи він так і не завершив.
Тривалий час К. Рансмайр працював журналістом, що до певної міри дало йому змогу вирішувати матеріальні проблеми, відкривати неоціненні можливості спілкування та спостереження, пізнавати життя безпосередньо. Робота над репортажами та есе відшліфувала його письменницький стиль, привчила лаконічно, виразно висловлювати думки.
«Жахіття криги та пітьми». Цим романом молодий письменник дебютував у 1984 році. У творі поєднано історичну розповідь про австро-угорську експедицію на Північний полюс 1872—1874 рр. та нікому невідоме вигадане життя майбутнього потенційного дослідника з постмодерних часів Йозефа Мадзіні. Автор із дивовижною зримістю відтворив на папері картину подорожі легендарного імператорського корабля «Адмірал Теґетгоф» та його команди, що намагалася виявити напівміфічний Північний прохід. Він порушив чимало тривожних теоретичних проблем, які стосувалися зв'язку минулого із сучасним, факту — з художньою вигадкою, історії — з міфологією. Роман насичений фактами, часом болючими подробицями, які наводив письменник, використовуючи корабельні журнали, фотографії, листи та щоденники. Основна увага у творі зосереджена на фатальному відновленні Йозефом Мадзіні давніх подій, що відбувалися на борту вмерзлого в кригу корабля, та на роздумах оповідача.
 «Останній світ» (1988) — роман, який зажив найбільшої слави для автора. Над ним він працював цілих три роки. Досить несподівано визрів оригінальний задум. Відомий німецький письменник, засновник і видавець серії «Інша бібліотека» Ганс Магнус Енценсбергер звернувся до молодого прозаїка з пропозицією підготувати для видавництва «Грено» прозовий переказ славетних «Метаморфоз» Овідія. Під час інтерпретації твору античного поета К. Рансмайр відчув паралель між римською історією і реаліями XX ст. Так виник задум своєрідної міфологізації дійсності: пошуку вічних образів і тем античної міфології у сучасності. В опублікованому згодом «Задумі роману» письменник дав лаконічну характеристику змісту свого твору: «Тема — зникнення і реконструювання літератури, поезії; матеріал — «Метаморфози» Публія Овідія Назона».
Книга К. Рансмайра — зразок постмодерністського роману. Насамперед вражає те, що письменник послідовно порушує історичну правду. Рансмайр поводиться з античною історією і міфологією вільніше, ніж будь-хто з його попередників, а його «свідомі» анахронізми можуть шокувати звиклого до «достовірних» і навіть «експериментальних» історичних книг. Ось лише кілька прикладів. У Томах їздять на автобусах і переглядають кінострічки. У Римі існують газети і фотографії, телефони і прожектори; живуть поліцейські в цивільному і президенти наглядових рад. І це не просто осучаснення історії — це її перемішування. Якщо класики літератури XX століття (М. Пруст, Т. Манн, Г. Уеллс) намагалися вивчити природу часу, віднайти «втрачений час», приборкати його, то К. Рансмайр відмовляється від усього цього. Він переконаний, що жодним законам час не підвладний, і завдання своє вбачає в тому, щоб викрити ілюзорність цілеспрямованого руху цього самого часу. Часу ніби вже немає. Це справді «останній світ», що перебуває «над плином історичного часу». Таке світовідчуття є безперечною ознакою постмодерністськоі´ свідомості. За Рансмайром, земне життя нерухоме й незмінне, а «прогрес» є фікцією.
«Останній світ» є ілюстрацією концепції постмодернізму про світ як текст. Сама реальність сприймається як різновид безмежного тексту, текст стає головним героєм постмодерністськоі´ літератури. Спалена Овідієм книга в «Останньому світі» розчинилася в житті, вона втілилась у Томах, що являють собою текст-світ. А герой роману Котта стає свідком, а згодом — і учасником матеріалізації сюжетів і пророцтв Овідія у Томській реальності.
Твір Рансмайра знайшов широке коло читачів, здобувши визнання в німецькомовних країнах, протягом короткого часу був перекладений двадцятьма чотирма мовами світу. Українською мовою надзвичайно вдало передав особливості стилю та багатство мови роману «Останній світ» О. Логвиненко. Його переклад визнано найкращим перекладом 1993 року в Україні і відзначено премією ім. М. Лукаша.
«Хвороба Кітахари» (1995). За цей роман письменник отримав європейську премію «Арістейон». Дія у творі розгорнулася упродовж 25 років після Другої світової війни у вигаданому німецькому містечку Моор. Не зважаючи на реальні історичні факти, прозаїк створив власну романну дійсність. Хоча Німеччина капітулювала, проте війна в Тихому океані продовжувала тривати. У післявоєнній Німеччині американці втілювали в життя не реабілітаційний «план Маршалла», а значно жорстокіший «план Стелламура»: країна була перетворена на аграрну державу, фабрики та залізниці демонтовані, німці вирощували буряки і жили впроголодь, зросла злочинність. У цьому гротесковому світі провини, депресії, гіркоти, зневаги та ненависті, разом з іншими, жили троє головних героїв — Морський Крикун (Берінг), Собачий Король (Амбрас) і Бразилійка (Лілі). Проте в романі головним став не сюжет, а відтворення у формі урочистої та гротескної текстової симфонії відлуння війни.
Твори Крістофа Рансмайра поєднували літературний та філософський первні, письменник вдавався до складних творчих методів. Як постмодерністський романіст, він привів до діалогу та конфлікту різні погляди на порядок речей.
Рансмайр є визнаним флагманом сучасної європейської літератури і одним із найавторитетніших німецькомовних авторів сучасності.

## Твори
- Strahlender Untergang. (Zusammen mit Willy Puchner.) Brandstätter, Wien 1982, ISBN 3-85447-006-1. Neuausgabe: Fischer, Frankfurt am Main 2000, ISBN 3-10-062923-X.
- Die Schrecken des Eises und der Finsternis. Brandstätter, Wien, München 1984, ISBN 3-85447-043-6.
- Die letzte Welt. Greno, Nördlingen 1988, ISBN 3-89190-244-1.
- Przemyśl Ein mitteleuropäisches Lehrstück. 1994
- Morbus Kitahara. S. Fischer, Frankfurt am Main 1995, ISBN 3-10-062908-6. - в українському перекладі "Хвороба Кітахари" (Видавництво Жупанського)
- Der Weg nach Surabaya. Fischer, Frankfurt am Main 1997, ISBN 3-10-062916-7.
- Die dritte Luft, oder Eine Bühne am Meer. Fischer, Frankfurt am Main 1997, ISBN 3-10-062920-5. Rede zur Eröffnung der Salzburger Festspiele 1997
- Die Unsichtbare. Tirade an drei Stränden. Fischer, Frankfurt am Main 2001, ISBN 3-10-062924-8.
- Der Ungeborene, oder Die Himmelsareale des Anselm Kiefer. Fischer, Frankfurt am Main 2002, ISBN 3-10-062925-6.
- Die Verbeugung des Riesen. Vom Erzählen. Fischer, Frankfurt am Main 2003, ISBN 3-10-062926-4.
- Geständnisse eines Touristen. Ein Verhör. Fischer, Frankfurt am Main 2004, ISBN 3-10-062927-2.
- Der fliegende Berg. S. Fischer, Frankfurt am Main 2006, ISBN 978-3-10-062936-4.
- Damen & Herren unter Wasser. (Zusammen mit Manfred Wakolbinger.) S. Fischer, Frankfurt am Main 2007, ISBN 978-3-10-062937-1.
- Odysseus, Verbrecher. Schauspiel einer Heimkehr. In: RUHR.2010, Uwe B. Carstensen, Stefanie von Lieven (Hg.): Theater Theater. Odyssee Europa. Aktuelle Stücke 20/10. Fischer Taschenbuch Verlag, Frankfurt am Main 2010, ISBN 978-3-596-18540-5. S. 337—428. / Einzelausgabe: S. Fischer, Frankfurt am Main 2010, ISBN 978-3-10-062945-6.
- Der Wolfsjäger. Drei polnische Duette. (Zusammen mit Martin Pollack.) S. Fischer, Frankfurt am Main 2011, ISBN 978-3-10-062950-0.
- Atlas eines ängstlichen Mannes S. Fischer, Frankfurt am Main 2012, ISBN 978-3-10-062951-7.
- Gerede: Elf Ansprachen, S. Fischer, Frankfurt am Main 2014, ISBN 978-3-10-062952-4.
- Cox oder Der Lauf der Zeit, S. Fischer, Frankfurt am Main 2016, ISBN 978-3-10-082951-1

## Українські переклади
- Крістоф Рансмайр. Останній світ: роман / переклад з німецької Олекси Логвиненка. — Київ: Основи, 1994. — 208 с.
- Крістоф Рансмайр. Хвороба Кітахари: роман / переклад з німецької Максима Солодовника. — Київ: Видавництво Жупанського, 2016.—  328 с.